# Норышев, Михаил Матвеевич
Михаил Матвеевич Но́рышев (1910—1945) — красноармеец Рабоче-крестьянской Красной Армии, участник Великой Отечественной войны, Герой Советского Союза (1945).

## Биография
Михаил Норышев родился 7 февраля 1910 года в деревне Атаманово[уточнить]. С раннего детства проживал в Красноярском крае. В августе 1941 года Норышев был призван на службу в Рабоче-крестьянскую Красную Армию. С декабря того же года — на фронтах Великой Отечественной войны. В боях четыре раза был ранен. К январю 1945 года красноармеец Михаил Норышев был стрелком 1133-го стрелкового полка 339-й стрелковой дивизии 16-го стрелкового корпуса 33-й армии 1-го Белорусского фронта. Отличился во время освобождения Польши.
14 января 1945 года в ходе прорыва немецкой обороны с Пулавского плацдарма Норышев первым ворвался в траншею противника, уничтожив пять вражеских солдат. В тот день он принимал активное участие в захвате пяти немецких траншей, водрузив на бруствере последней из них красный флаг. 10 февраля 1945 года Норышев погиб в бою. Похоронен в городе Вольштын Великопольского воеводства Польши.
Указом Президиума Верховного Совета СССР от 27 февраля 1945 года за «образцовое выполнение боевых заданий командования на фронте борьбы с немецкими захватчиками и проявленные при этом отвагу и геройство» красноармеец Михаил Норышев посмертно был удостоен высокого звания Героя Советского Союза. Также был награждён орденом Ленина и двумя медалями.
В честь Норышева названы улица в Тасеево и школа в Тасеевском районе Красноярского края.